# Улица Пурье
У́лица Пу́рье (эст. Purje tänav — Парусная) — улица в Таллине, Эстония.

## География
Пролегает в микрорайоне Пирита одноимённого района. Начинается от улицы Пирита, идёт в сторону приморской набережной, пересекается с улицей Масти (Мачтовая), бульваром Регати (Регатный) и улицей Топи и заканчивается на территории порта Пирита.
Рядом с улицей расположен построенный к регате Летних Олимпийских игр 1980 года Центр парусного спорта (в 1999 году весь его комплекс был внесён в Государственный регистр памятников культуры Эстонии как памятник архитектуры). Основная часть зданий олимпийского центра имеет регистровый адрес улицы Пурье, у здания олимпийского яхт-клуба регистровый адрес — ул. Масти, 17. 
Протяжённость улицы — 118 м.

## История и застройка
Своё современное название улица получила 13 июня 1958 года. До этого с 17 января 1923 года она носила название Пихлака (эст. Pihlaka tänav, с эст. Рябиновая).

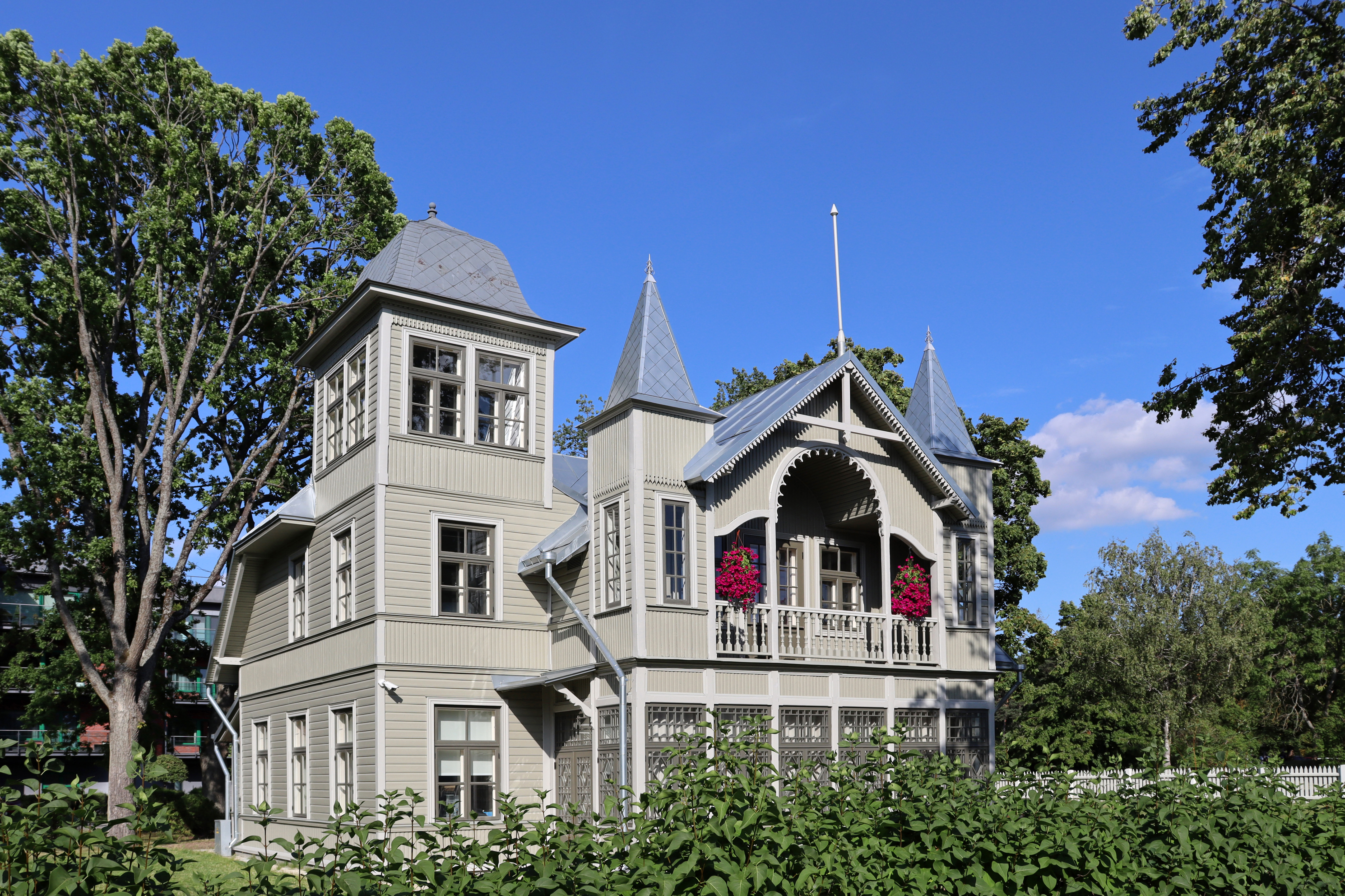
Улица Пурье, дом 4,

Во времена Российской империи, в начале XX века приморский район Пирита приобрёл популярность среди любителей морских купаний, в связи с чем здесь рядом с прежними дачами стали появляться роскошные виллы, первоначально предназначавшиеся для проживания летом, но затем использовавшиеся для круглоголичного проживания. Большое число таких богато украшенных деревянных зданий было в те годы построено в приморских городах Нарва-Йыэсуу и Хаапсалу, а также в нынешних таллинских районах Кадриорг и Нымме. Позже курортная застройка царской эпохи в Пирита была в основном снесена, поэтому её немногие сохранившиеся экземпляры особенно ценны. Среди них вилла по адресу ул. Пурье 4 как образец деревянного зодчества начала XX века является одной из самых выдающихся в архитектурном отношении. В 2005 году здание было внесено в Государственный регистр памятников культуры Эстонии как памятник архитектуры. В начале 2020-х годов здание было отреставрировано. При инспектировании 6 июня 2022 года его состояние признано хорошим.
По состоянию на конец 2024 года регистровый адрес улицы Пурье имели 12 зданий, из них 7 — строения Олимпийского парусного центра (в том числе 3-звёздочный спа-отель «Pirita Marina Hotel & Spa», в 2022 году закрытый на реконструкцию), 5 — жилые дома и одно здание — трёхэтажный квартирный дом с подземным этажом, построенный в 2020 году.